# FVWM95
FVWM95 é um gerenciador de janela para Unix baseado no FVWM cujo objetivo é criar uma interface similar ao do Microsoft Windows 95.
Fvwm95 foi durante algum tempo um gerenciador de janelas bastante popular, por exemplo, Red Hat Linux 5.0 usado como padrão. Ele já não é tão popular (nem é bem mantido), mas ainda em uso.
Gerenciadores de janelas semelhantes incluem QVWM, IceWM e JWM.

## Características
- Aparência do Windows 95-like.
- Barra de tarefas para a comutação rápida de janela.
- Suporte a área de trabalho virtual.
- A maioria dos recursos do FVWM 2 (não podem incluir absolescências mais recentes instáveis).